# I Am Setsuna
I Am Setsuna est un jeu vidéo de rôle développé par Tokyo RPG Factory et édité par Square Enix, sorti le 19 juillet 2016 sur PlayStation Network (PlayStation 4, PlayStation Vita) et Windows, et le 3 mars 2017 sur Nintendo Switch, date de sortie de la console de Nintendo.
À sa sortie, le jeu est intégralement en anglais, mais depuis le 16 février 2017, une mise à jour permet de jouer en français.

## Accueil
- Famitsu : 32/40[1]
- Jeuxvideo.com : 14/20[2]